# Département de Saïda
1958–1962
Entités précédentes :
- Département d'Oran
- Département de la Saoura
- Département de Tiaret

Entités suivantes :
- Wilaya de Saïda

Le département de Saïda fut un département français d'Algérie entre 1958 et 1962.
Considérée depuis le 4 mars 1848 comme partie intégrante du territoire français, l'Algérie fut organisée administrativement de la même manière que la métropole. C'est ainsi que la ville de Saïda, devint en 1957, une sous-préfecture du Département de Tiaret, et ce jusqu'au 17 mars 1958.

## Composition
Le département de Saïda fut donc créé à cette date, et englobait des territoires aussi bien issus des départements de Tiaret, d'Oran et de Saoura. Il avait une superficie de superficie de 60 114 km2 pour une population de 193 365 habitants, et possédait cinq arrondissements :
- Aïn-Sefra, constitué par le territoire de la commune mixte éponyme.
- Géryville, constitué par le territoire de la commune mixte de Géryville.
- Méchéria, constitué par le territoire de la commune mixte du même nom.
- Saïda, distrait du département de Tiaret.
- Le Telagh, distrait du département d'Oran. Cet arrondissement est réintégré dans le département d'Oran l'année suivante.

Le département de Saïda est maintenu après l'indépendance de l'Algérie, et devient la Wilaya de Saïda en 1968.

## Liste des préfets
| Période          | Période           | Identité              | Fonction précédente                       | Observation |
| ---------------- | ----------------- | --------------------- | ----------------------------------------- | --- |
| 25 novembre 1959 | 16 janvier 1961   | Jacques de Solminihac | Sous-préfet de Brest                      | A la disposition du ministre de la santé publique |
| 16 janvier 1961  | 9 mai 1962        | Omar Mokdad           | Lieutenant-colonel                        | En service détaché à la disposition du ministre d'État chargé des affaires algériennes |
| 9 mai 1962       | 22 septembre 1962 | Abdesselam Benissad   | Sous-préfet de Collo en Algérie française | Nommé président du comité de gestion d'électricité et gaz d'Algérie, par le Président de l'exécutif provisoire Algérien. N'a pas demandé sa reprise en charge par le ministère français après le 1er juillet 1962 |